# São Pedro Penitente (El Greco)
São Pedro Penitente (The Penitent Saint Peter, em inglês) é uma pintura a óleo sobre tela de 1590-1595 do mestre espanhol de origem grega da época do barroco El Greco que se encontra actualmente no Museu de Arte de San Diego (SDMA).
Sendo uma das imagens devocionais a que El Greco mais se dedicou, o São Pedro Penitente foi um assunto a que o pintor frequentemente regressava, sendo esta pintura uma de pelo menos seis versões conhecidas da composição.
A descrição bíblica da Negação de Pedro e do seu Arrependimento, conta que quando Jesus foi preso, São Pedro negou por três vezes que o conhecia, do que se arrependeu a seguir, tendo este episódio sido usado pelos católicos na época da Contra-Reforma para justificar o sacramento da Penitência, ou da Confissão, que havia sido posto em causa pelo Protestantismo.
Mas para além destas preocupações religiosas, a tela é um exemplo por excelência do virtuosismo de El Greco enquanto pintor e da humanidade pungente das suas figuras.

## Descrição
A pintura retrata o arrependimento de São Pedro, perturbado por ter negado que conhecia Cristo quando lhe perguntaram na véspera da Crucificação. O santo está comoventemente isolado, colocado contra o tronco escuro de uma árvore e iluminado por uma luz etérea que sublinha a sua expressão e postura de mágoa.
Ao fundo, do lado esquerdo, aparece Maria Madalena voltando do túmulo de Cristo. Tendo recebido a notícia da ressurreição de Cristo de um anjo, ela corre para contar a São Pedro.
Esta obra é marcado por uma intensidade religiosa que pode estar relacionada com as preocupações da Contra-Reforma da Igreja Católica.
Segundo John Marciari, curador de arte do SDMA, a figura de São Pedro é um exemplo das figuras alongadas tão características do artista, que assinou a obra em caracteres gregos no tronco cortado da árvore que se vê no canto esquerdo atrás do Santo, o que se tornou visível após a limpeza levada a cabo há alguns anos.

## História
Foi a seguinte a história recente da posse da obra, conforme indicado na página web do SDMA:
José Maria de Zavala, de Vitoria, Álava, Espanha de 1908 a cerca de 1926; Pedro e Antonio Verastegui, Vitoria, em 1929; Jacob Hirsch, em Nova Iorque, em 1940; Anne R. e Amy Putnam, San Diego, Califórnia em 1940 que o cederam ao San Diego Museum of Art nesse ano.

## Ligação externa
- Museu de Arte de San Diego - sítio oficial: